# Idiothele nigrofulva
Idiothele nigrofulva är en spindelart som först beskrevs av Pocock 1898.  Idiothele nigrofulva ingår i släktet Idiothele och familjen fågelspindlar. Inga underarter finns listade i Catalogue of Life.